# Duality (Slipknot)
Duality è un singolo del gruppo musicale statunitense Slipknot, pubblicato il 4 maggio 2004 come primo estratto dal terzo album in studio Vol. 3: (The Subliminal Verses).

## Descrizione
Corey Taylor ha paragonato la situazione descritta in Duality a quando ci si trova spezzati nell’anima e il dolore è più forte di ogni cosa e si farebbe di tutto per farlo smettere. Sono tanti quindi i riferimenti alla follia all’interno del testo, tema tra l’altro caro alla band.

## Accoglienza
Duality è diventato il più grande successo del gruppo, raggiungendo il sesto posto nella Alternative Airplay e il quinto nella Mainstream Rock Songs (in quest'ultima classifica verrà tuttavia superato da Dead Memories, e in seguito, da Snuff). Nel Regno Unito è riuscito a guadagnare la top 20, alla posizione numero 15 della Official Singles Chart, unico singolo del gruppo a riuscirci.

## Video musicale
Il video ritrae il gruppo eseguire il brano all'interno di una casa insieme a 350 fan. La casa venne messa a disposizione da una famiglia di Des Moines (città natale degli Slipknot) e durante tutto il video sia il gruppo che i fan la danneggiarono, portando i proprietari a chiedere un risarcimento, per una cifra che ammontò tra i 300 000 e i 500 000 dollari.

## Tracce
CD promozionale (Europa)
1. Duality (Edit) – 3:33

CD promozionale (Stati Uniti)
1. Duality (Edit) – 3:33
2. Duality (Album Version) – 4:13

CD singolo (Europa)
1. Duality (Single Version) – 3:33
2. Don't Get Close – 3:45
3. Disasterpiece (Live) – 5:23
4. Duality (Video) – 3:33 – presente solo nell'edizione statunitense

7" (Europa, Stati Uniti)
- Lato A

1. Duality (Single Version) – 3:33

- Lato B

1. Don't Get Close – 3:45

## Formazione
- (#1) Joey – batteria, missaggio
- (#0) Sid – giradischi
- (#2) Paul – basso, cori
- (#4) James – chitarra
- (#6) Clown – percussioni, cori
- (#7) Mick – chitarra
- (#3) Chris – percussioni, cori
- (#5) 133 – campionatore, tastiera
- (#8) Corey – voce

## Classifiche
| Classifica (2004)             | Posizione massima |
| ----------------------------- | ----------------- |
| Belgio (Vallonia)             | 37                |
| Francia                       | 74                |
| Germania                      | 28                |
| Irlanda                       | 43                |
| Italia                        | 27                |
| Paesi Bassi                   | 63                |
| Regno Unito                   | 15                |
| Regno Unito (rock & metal)    | 1                 |
| Stati Uniti                   | 106               |
| Stati Uniti (alternative)     | 6                 |
| Stati Uniti (mainstream rock) | 5                 |
| Svezia                        | 35                |
| Svizzera                      | 87                |